# 16 دولة تركية كبرى

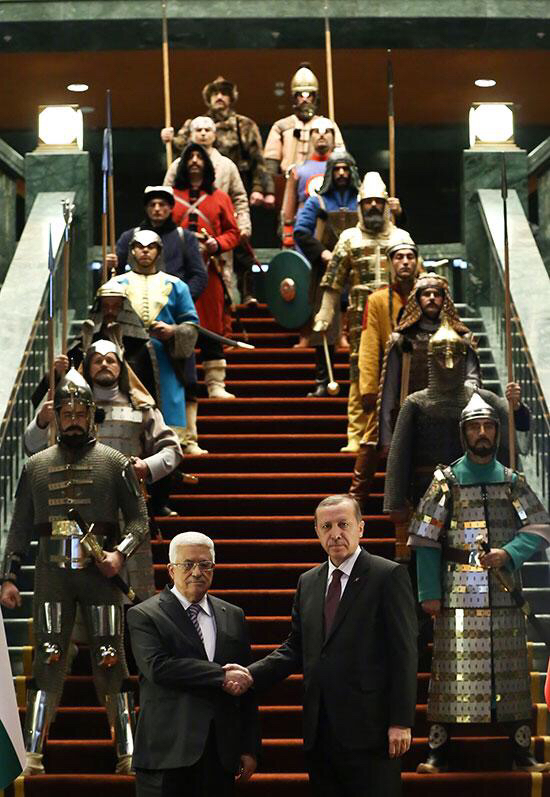
أردوغان مع عباس وخلفهم ممثلين يمثلون 16 دولة تركية كبرى (2015)

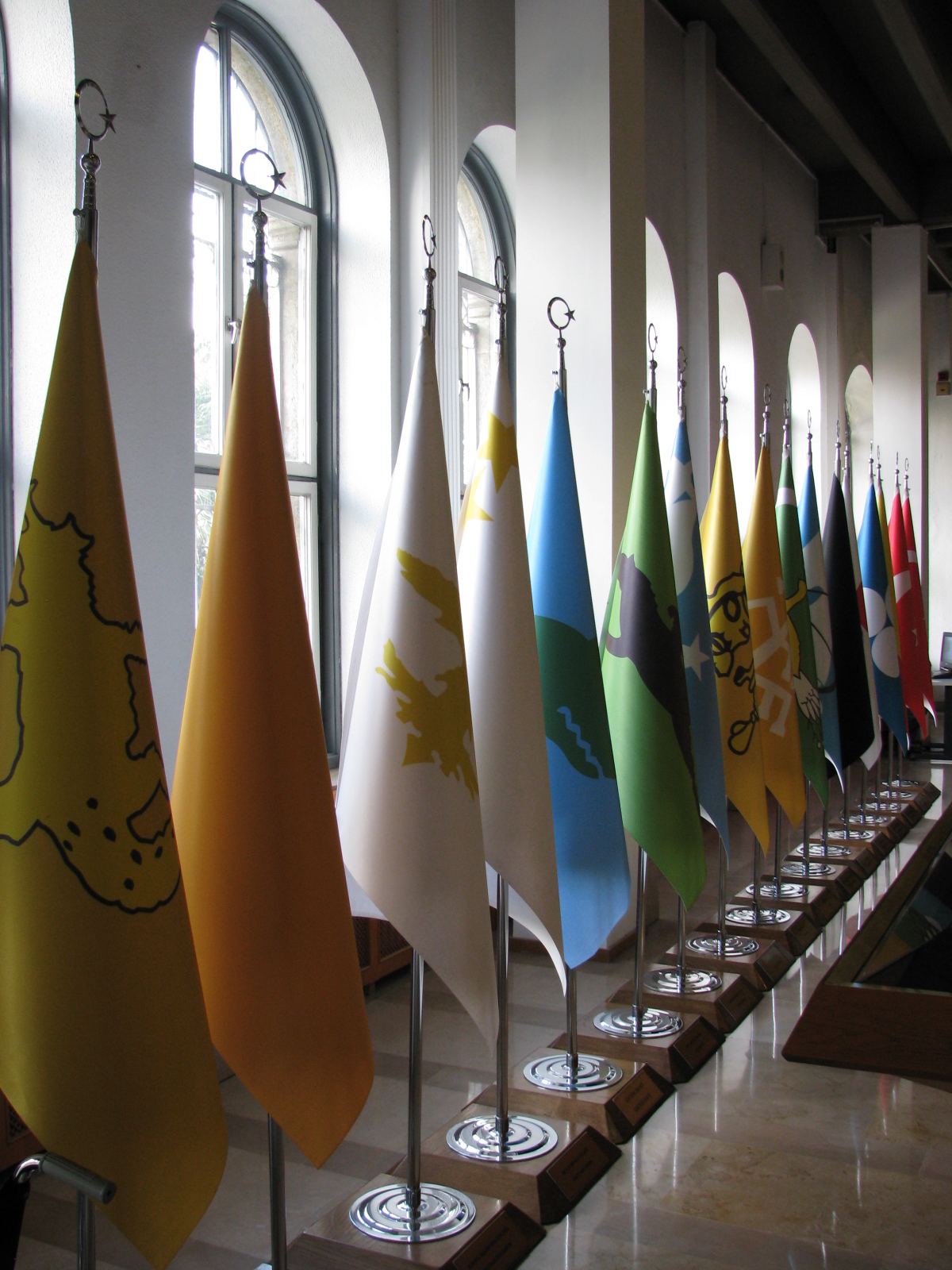
أعلام «16 دولة تركية كبرى» معروضة في متحف إسطنبول العسكري

16 دولة تركية كبرى (بالتركية: 16 Büyük Türk Devleti)‏ هي مفهوم في القومية العرقية التركية، أدخلها مسؤول الخرائط عاقب أوزبك (بالتركية: Akib Özbek)‏ في سنة 1969، واستشهدت بها السلطات التركية على نطاق واسع في الثمانينيات في ظل حكومة كنعان ايفرين. قبل هذا التثبيت، تم اعتبار النجوم الستة عشر تمثل ستة عشر إمارة أناضولية التي خلفت الدولة السلجوقية.

## القائمة
قائمة «16 دولة تركية كبرى» هي كالتالي:
| العلم (تخيلي)                                          | الإسم                      | الإسم التركي                 | القائد             | التاريخ (بالميلادي) |
| ------------------------------------------------------ | -------------------------- | ---------------------------- | ------------------ | ------------------- |
|                                                        | إمبراطورية الهون الكبرى    | Büyük Hun İmparatorluğu      | متي خان            | 220 ق.م - 46 ق.م    |
|                                                        | إمبراطورية الهون الغربية   | Batı Hun İmparatorluğu       | بانو               | 48-216              |
|                                                        | إمبراطورية الهون الأوروبية | Avrupa Hun İmparatorluğu     | أتيلا الهوني       | 375-469             |
|                                                        | إمبراطورية الهون البيضاء   | Akhun İmparatorluğu          | أكسونفار           | 390-577             |
|                                                        | خانية التورك الأولى        | Göktürk İmparatorluğu        | الخاقان بومين      | 552-745             |
|                                                        | خاقانية الآفار             | Avar İmparatorluğu           | الخاقان بايان      | 565-835             |
|                                                        | خانية الخزر                | Hazar İmparatorluğu          | الخاقان تونغ يابغو | 651-983             |
|                                                        | خاقانية الأويغور           | Uygur Devleti                | الخاقان قتلغ بيلج  | 745-1369            |
|                                                        | قراخانيون                  | Karahanlılar                 | بيلج كل قادر خان   | 840-1212            |
| Flag of the Ghaznavids (16 Great Turkic Empires) 1.svg | الغزنويين                  | Gazneliler                   | ألب تكين           | 962-1186            |
|                                                        | الدولة السلجوقية           | Büyük Selçuklu İmparatorluğu | جغري بك وطغرل بك   | 1040–1157           |
|                                                        | خوارزميون                  | Harzemşahlar                 | محمد خوارزم شاه    | 1097–1231           |
|                                                        | القبيلة الذهبية            | Altınordu Devleti            | باتو خان           | 1236–1502           |
|                                                        | الدولة التيمورية           | Büyük Timur İmparatorluğu    | تيمورلنك           | 1368–1501           |
|                                                        | سلطنة مغول الهند           | Babür İmparatorluğu          | بابر شاه           | 1526-1858           |
|                                                        | الدولة العثمانية           | Osmanlı İmparatorluğu        | عثمان بك           | 1299-1922           |

## القبول

16 نجمة في الختم الرئاسي لتركيا تمثل الدول التركية العظمى

ذكر الكاتب والروائي والشاعر والفيلسوف التركي القومي حسين نيهال أتسز، مؤيد الأيديولوجية القومية التركية أو الطورانية، أنه قد أدرج في القائمة بعض الدول ذات هوية تركية مشكوك فيها (مثل مغول الهند)، بينما أخرجت منها بعض الدول التركية ظاهريًا (مثل آق قويونلو)، ووصف القائمة بأنها تلفيق.
على الرغم من انتقادات أتسيز أصبح هذا المفهوم من أهم الأشكال الرمزية الوطنية التركية في أعقاب انقلاب 1980 بزعامة كنعان إفرين. أصدرت إدارة البريد التركي سلسلة من الطوابع المخصصة لتلك الدول ال 16 في 1984، والتي تُظهر صورًا لمؤسسيها بالإضافة إلى الشعارات المنسوبة إليهم. وفي سنة 1985 اعتمدت رموز أوزبك لل 16 دولة ليكون شرحًا بأثر رجعي لـ 16 نجمة في الختم الرئاسي لتركيا (تم استحداثه في 1936).
وتتوزع في العديد من مباني البلديات والمتنزهات العامة التركية مجموعات من التماثيل النصفية أو التماثيل لمؤسسي تلك الخانات الـ16 جنبًا إلى جنب تماثيل أتاتورك، مثل مباني بلدية كيجي أرون وماماك وايتمسكوت (أنقرة)، ونيدا ونوشهر بينارباشي وغيرها.
وفي سنة 2000 أنتجت شركة الاتصالات التركية سلسلة من البطاقات الذكية المخصصة لهذا الموضوع.
وفي يناير 2015 استقبل الرئيس التركي رجب طيب أردوغان الرئيس الفلسطيني محمود عباس في القصر الرئاسي التركي مع حرس مكون من 16 محاربًا يرتدون دروعًا وأزياء تاريخية فضفاضة، بهدف ترميز الخانات الست عشرة. تم الاستهزاء بالأزياء في الإعلام العلماني التركي، وتم الاستهزاء بأحد الأزياء على وجه الخصوص باعتباره رداء حمام، وأصبح اتجاهًا على وسائل التواصل الاجتماعي تحت اسم دوشاكابين أوغلاري (وتعني «أبناء مقصورة الاستحمام»).